# Proportionalitetsprincipen inom Europeiska unionen
Proportionalitetsprincipen inom Europeiska unionen innebär att unionens åtgärder inte får gå utöver vad som är nödvändigt för att nå målen i unionens fördrag. Tillsammans med subsidiaritetsprincipen reglerar proportionalitetsprincipen hur Europeiska unionen och dess institutioner får utöva sina befogenheter.
Proportionalitetsprincipen kodifierades genom Maastrichtfördraget, som trädde i kraft den 1 november 1993, men gällde som en allmän princip redan innan dess. Bestämmelserna om principen återfinns i artikel 5 i fördraget om Europeiska unionen:
| ”                                                                                       | Enligt proportionalitetsprincipen ska unionens åtgärder till innehåll och form inte gå utöver vad som är nödvändigt för att nå målen i fördragen. Unionens institutioner ska tillämpa proportionalitetsprincipen i enlighet med protokollet om tilllämpning av subsidiaritets- och proportionalitetsprinciperna. | „ |
| – Artikel 5.4 i fördraget om Europeiska unionen efter Lissabonfördragets ikraftträdande | |   |

En åtgärd som vidtas av unionens institutioner i strid med proportionalitetsprincipen kan ogiltigförklaras av EU-domstolen genom en talan om ogiltigförklaring.